# Lissonota xanthopyga
Lissonota xanthopyga är en stekelart som beskrevs av Holmgren 1868. Lissonota xanthopyga ingår i släktet Lissonota och familjen brokparasitsteklar. Inga underarter finns listade i Catalogue of Life.